# Viroïde du rabougrissement du houblon
Hop stunt virus
Espèce
Synonymes
Selon CABI :
- Citrus cachexia viroid Diener et al., 1988
- Citrus viroid II Duran-Vila et al., 1988; Sano et al., 1988
- Cucumber pale fruit viroid Van Dorst and Peters, 1974
- Dapple plum and peach fruit disease viroid Sano et al., 1989

Le viroïde du rabougrissement du houblon (HSVd, Hop stunt viroid) est une espèce de viroïdes appartenant au genre Hostuviroid, famille des Pospiviroidae.
C'est un agent pathogène des plantes responsable de la maladie du rabougrissement du houblon et d'autres maladies végétales.

## Génome
Le génome du HSVd est constitué d'une molécule d'ARN circulaire à simple brin de 295 à 303 nucléotides selon les isolats et variants. 

## Gammes d'hôtes
Le HSVd infecte de nombreuses espèces de plantes, dont le houblon, le concombre, la vigne, les agrumes et divers arbres fruitiers (abricotier, amandier, grenadier, pêcher, poirier, prunier). 
Il provoque des maladies chez divers hôtes, comme le rabougrissement du houblon, la cachexie des agrumes ou la moucheture du fruit du prunier et du pêcher. Cependant, chez certains hôtes, l'infection semble être latente, sans symptôme apparent. C'est le cas de la vigne et de l'abricotier.

## Distribution
Les différentes souches du HSVd ont une répartition quasi-cosmopolite.
On trouve ce viroïde notamment :
- en Europe : Corse, Chypre, Espagne, Grèce, Italie, Portugal, République tchèque, Serbie, Slovénie ;
- en Asie : Chine, Corée, Inde, Iran, Israël, Japon, Jordanie, Liban, Philippines, Arabie saoudite, Syrie, Thaïlande, Turquie, Yémen ;
- en Afrique : Afrique du Sud, Algérie, Égypte, Maroc, Soudan, Tunisie ;
- en Océanie : Nouvelle-Zélande ;
- en Amérique du Nord : États-Unis (Arizona, Californie, Floride, Texas, Washington) ;
- en Amérique du Sud :  Argentine, Brésil, Colombie, Équateur, Jamaïque, Surinam, Trinité-et-Tobago, Venezuela.

On a également signalé sa présence sur la vigne en Australie et en Allemagne, ainsi que sur des cultures de concombre sous abri en Finlande et aux Pays-Bas.